# Nokia 4.2
Il Nokia 4.2 è uno smartphone del 2019 a marchio Nokia sviluppato da HMD Global.

## Caratteristiche tecniche

### Hardware
Il Nokia 4.2 è uno smartphone con form factor di tipo slate, le cui dimensioni sono di 149 x 71.3 x 8.4 millimetri e pesa 161 grammi.
Il dispositivo è dotato di connettività GSM, HSPA, LTE, di Wi-Fi 802.11 b/g/n, hotspot, di Bluetooth 4.2 con A2DP, aptX ed LE, di GPS con A-GPS, BDS e GLONASS, di NFC (solo in alcuni mercati) e di radio FM. Ha una porta microUSB 2.0 OTG ed un ingresso per jack audio da 3.5 mm.
Il Nokia 4.2 è dotato di schermo touchscreen capacitivo da 5,71 pollici di diagonale, di tipo IPS LCD con aspect ratio 19:9 e risoluzione HD+ 720 x 1520 pixel (densità di 295 pixel per pollice). Il frame laterale è in plastica, il retro in vetro.
La batteria agli ioni di litio da 3000 mAh non è removibile dall'utente.
Il chipset è uno Snapdragon 439. La memoria interna di tipo eMMC 5.1 è di 16/32 GB, espandibile con microSD, mentre la RAM è di 2/3 GB.
La fotocamera posteriore ha due sensori, uno da 13 MP e apertura f/2.2 ed uno da 2 MP di profondità, è dotata di autofocus e flash LED, in grado di registrare al massimo video Full HD a 30 fotogrammi al secondo, mentre la fotocamera anteriore, inserita nel notch a goccia, è da 8 megapixel, con f/2.0.

### Software
Il sistema operativo è Android, in versione Android 9 Pie, con Android One, aggiornabile ad Android 10.

## Commercializzazione
Il dispositivo è stato rilasciato a maggio 2019, ed è dual SIM.